# Аиди
Аи́ди — аборигенная порода сторожевых и пастушьих собак, сформировавшаяся в горных регионах Северной Африки.
Максимально однотипное поголовье этих собак исторически сформировалось в Тунисе и Марокко. На основе аборигенного поголовья собак из этого региона и был сформирован современный породный фенотип атласской овчарки.
Другое название породы — атласская овчарка, атласская горная собака.
На данный момент аиди признана следующими кинологическими федерациями: FCI, UKC, CKC, AKC, ANKC, NKC, NZKC, APRI, ACR.

## История породы
Аиди возникли как аборигенная порода в горных регионах Северной Африки и долгое время развивались без целенаправленной селекции. Предположительно, фенотип этой собаки сформировался на основе местных полудиких собак, которых использовали жившие тут кочевые племена, и собак молосского типа, завезённых сюда во втором тысячелетии до нашей эры финикийцами.
Во II веке до нашей эры к имевшемуся на тот момент поголовью собак произошел прилив кровей крупных молоссов, завезённых сюда римскими легионерами, у которых тяжёлые молоссы использовались в качестве боевых собак.
Из современных пород эти собаки генетически родственны пиренейской горной собаке.
Исторически аиди использовались в первую очередь как охранные собаки, защищающие стада как от нападения хищников, так и от угрозы со стороны людей. Также они использовались как сторожевые собаки для охраны территории и как охотничьи травильные собаки, помогающие брать крупную дичь.
Целенаправленный отбор и формирование стабильного фенотипа этой породы началось в XX веке. Первый полноценный стандарт аиди был написан в шестидесятых годах двадцатого века. Тогда же документы были направлены на признание породы в Международной кинологической федерации, где аиди довольно быстро получили признание.
Долгое время, несмотря на получение международного признания, аиди были распространены главным образом только у себя на родине. Только в двухтысячных годах она была завезена в Америку, где получила признание Американского кеннел-клуба. В 2006 году аиди получили признание Объединённого кеннел-клуба, после чего начала набирать популярность за пределами своей родины.

## Описание
Аиди имеют крепкое телосложение, внешне производят впечатление грубоватой и мощной собаки. Косматая, стоящая шерсть визуально увеличивает габариты собаки и создаёт ощущение некоторой диковатости.
Голова тяжёлая, с развитыми скулами и челюстями. Как это описывается в официальном стандарте, голова аиди внешне напоминает голову медведя. Лоб широкий, переход от лба к морде слабо выражен. Глаза небольшие, тёмные, чуть раскосые. Выражение глаз настороженное, внимательное. Цвет глаз тёмный. Уши полустоячие, высоко посаженные, среднего размера. Кончики ушей закруглены. В спокойном состоянии уши опущены и прижаты к черепу.
Нос большой, выраженный, цвет носа чёрный, коричневый или красный (гармонирует с окрасом собаки). Губы сухие, с небольшими брылями, цвет которых совпадает с окрасом мочки носа.
Шея мускулистая, средней длины, без выраженного кожистого подвеса.
Холка хорошо развита, рельефная. Корпус слегка растянутого формата, спина широкая, немного наклонная, чуть прогнутая в середине. Крестец хорошо выражен, расположен выше холки, что даёт спине несколько провисшие очертания.
Грудная клетка объёмная, широкая. Живот прямой, не подтянут.
Хвост высоко посажен, по длине достигает скакательного сустава. Обычно он либо опущен, либо поднят на уровень спины. На хвосте сильно развит украшающий волос, который образует хорошо сформированный силуэт пера.
Конечности умеренно короткие, поставлены глубоко под корпус, мускулистые, с рельефными суставами.
На задних конечностях углы скакательного и коленного сустава тупые и сглаженные, задние лапы как бы подобраны под корпус, что визуально придаёт этим собакам некоторую неуклюжесть, но на деле не сказывается на динамике их движения.
Лапы большие, округлые, рыхлые, с хорошо развитыми подушечками и короткими пальцами.
Шерсть у аиди густая, с выраженным набивным подшёрстком и жёсткой остью. На морде, ушах и передней стороне лап шерсть более короткая и гладкая. На шее, животе, бёдрах и хвосте обильно развит украшающий волос.
Окрасы допустимы любые, включая мраморный, многоцветный и пегий.

## Характер
Собаки этой породы обладают независимым, сдержанным и серьёзным характером и выраженным охранным инстинктом. Для аиди характерна сдержанность в общении с членами семьи, где живет эта собака, и недоверчивость, переходящая временами в агрессию, по отношению к посторонним. К другим домашним животным эти собаки, как правило, равнодушны. По отношению к своим сородичам не контактны, могут отреагировать довольно жёстко в ответ на настойчивое внимание или агрессию со стороны других собак.
Атласские овчарки склонны к облаиванию, что проявляется как при дворовом содержании, так и при квартирном.
В силу выраженной склонности этих собак к доминированию необходимо проводить им раннюю социализацию и с раннего возраста начинать выстраивать правильную иерархию со щенком. В силу самостоятельного характера этих собак с дрессировкой могут возникать сложности, важно быть настойчивым в процессе обучения и уметь настойчиво добиваться исполнения команд.
Эта порода не рекомендована для содержания в качестве первой собаки.

## Содержание и уход
В климатических условий региона, откуда происходит эта собака, аиди хорошо приспособлены к разнообразным погодным условиям. Они подходят как для квартирного, так и для вольерного содержания даже в регионах с холодным климатом.
При содержании аиди в квартире нужно учитывать высокий уровень потребности в нагрузках, который имеется у этих собак. Также важно учесть, что у них сильно выражена секретация кожи, что приводит к сильному выраженному характерному запаху псины и делает эту породу одной из высокоаллергичных.
В осенний и весенний период атласские овчарки склонны к обильной линьке, при этом слабовыраженная линька может сохранятся у них и между этими периодами.
В целом эта порода отличается хорошим здоровьем и не требует специализированного ухода. Однако, как у всех крупных собак, у них с возрастом часто проявляется дисплазия суставов.

## Применение
Традиционно аиди применяются в качестве охранных и пастушьих собак. У себя на родине они применяются в таком качестве и по сей день.
Кроме этого, в Марокко и Алжире собаки этой породы используются в армии и полиции как охранные и конвойные.
Реже аиди применяются в качестве охотничьих загонных собак при охоте на среднюю и крупную дичь.